# Ignazio Giunti
Ignazio Giunti est un pilote automobile italien, né le 30 août 1941 à Rome (Italie) et mort le 10 janvier 1971 à Buenos Aires (Argentine) dans un accident survenu pendant l'épreuve des 1 000 km de Buenos Aires.

## Biographie
Révélé par ses performances dans les épreuves d'endurance (comme notamment sa deuxième place à la Targa Florio en 1968 et, la même année, sa victoire en catégorie P2 aux 24 Heures du Mans, quatrième au général au volant d'une Alfa Romeo T33/2), Ignazio Giunti est recruté en 1970 par la Scuderia Ferrari qui l'intègre à son programme Sport, ce qui lui permet de remporter, en début d'année, les 12 Heures de Sebring, mais aussi à son programme Formule 1, où il partage la deuxième voiture avec Clay Regazzoni. Malgré une quatrième place dès son premier Grand Prix en Belgique, Giunti souffre de la comparaison avec Regazzoni et ne dispute finalement que quatre courses.

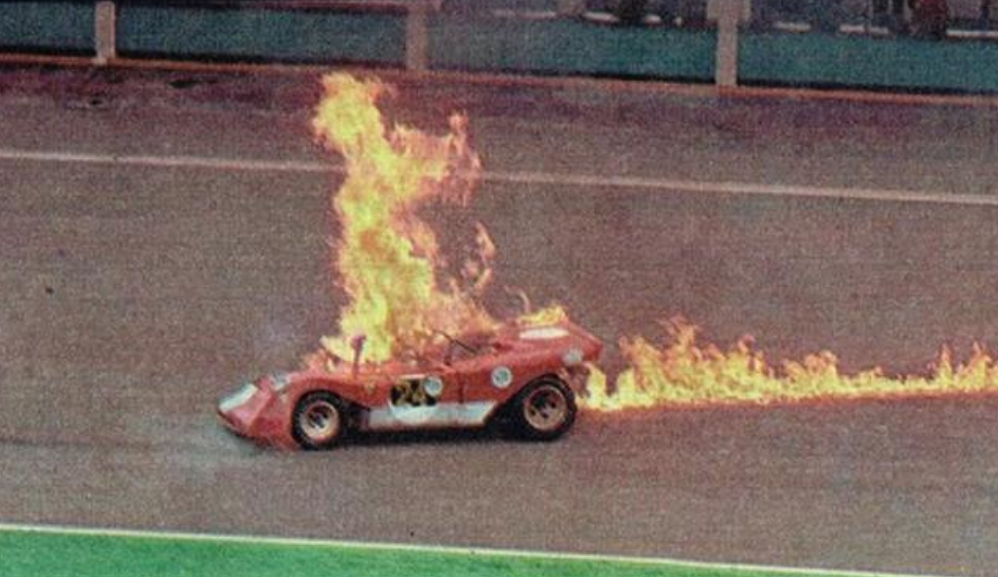
L'accident mortel de Giunti lors des 1000 km de Buenos Aires 1971.

Pour la saison 1971, bien que son programme en Formule 1 soit reconduit, c'est en Sport que Giunti reporte ses espoirs. Le 10 janvier, lors des 1 000 km de Buenos Aires, manche du championnat du monde des voitures de sport, masqué par la Ferrari de Mike Parkes qui le précède, il heurte l'arrière de la Matra 660 de Jean-Pierre Beltoise en panne d'essence, poussée par son pilote au milieu de la piste. La violence de l'impact et l'incendie qui s'ensuit ne lui laissent aucune chance ; Giunti meurt dans l'accident.

## Résultats en championnat du monde de Formule 1
| Saison | Écurie                     | Châssis | Moteur            | Pneus     | GP disputés | Points inscrits | Classement |
| ------ | -------------------------- | ------- | ----------------- | --------- | ----------- | --------------- | ---------- |
| 1970   | Scuderia Ferrari SpA SEFAC | 312B    | Ferrari 12 à plat | Firestone | 4           | 3               | 17e        |